# Hadir Mekhimar
Hadir Mekhimar (El Cairo, 22 de noviembre de 1997) es una tiradora deportiva egipcia. Fue ganadora de la medalla de oro en Rifle de aire 10 m Equipo NOC Mixto en los Juegos Olímpicos de la Juventud de Nankín 2014 junto al húngaro István Péni.

## Carrera
Mekhimar participó por primera vez en unos juegos olímpicos a los 16 años, en los Juegos Olímpicos de la Juventud de Nankín 2014, China, donde ganó la medalla de oro en  tiro. En su primer evento, rifle de aire (10 metros) femenino, obtuvo 399,6 puntos quedando en el puesto 18 de un total de 20 competidoras, y no pasó a la final olímpica. Dos días después, Mekhimar en dupla con István Péni (de Hungría) compitió en el evento Rifle de aire 10 m Equipo NOC Mixto derrotando en la final al equipo NOC mixto latino de Fernanda Russo (Argentina) y José Santos Valdés (México) por 10 a 2 y obteniendo así la medalla de oro.
En 2016 participó de los Juegos Olímpicos de Río de Janeiro 2016 finalizando en el puesto 49 en el evento de rifle de aire (10 metros) femenino.